# Campsicnemus
Campsicnemus é um género de dípteros da família Dolichopodidae.
Este género contém as seguintes espécies:
- Campsicnemus aeptus Hardy & Kohn, 1964
- Campsicnemus alpinus (Haliday, 1833)
- Campsicnemus armatus (Zetterstedt, 1849)
- Campsicnemus bryophilus (Adachi, 1954)
- Campsicnemus compeditus Loew, 1857
- Campsicnemus curvipes (Fallén, 1823)
- Campsicnemus dasycnemus Loew, 1857
- Campsicnemus haleakalaae (Zimmerman) 1938
- Campsicnemus loripes (Haliday, 1832)
- Campsicnemus magius (Loew, 1845)
- Campsicnemus marginatus Loew, 1857
- Campsicnemus mirabilis Grimshaw, 1902
- Campsicnemus picticornis (Zetterstedt, 1843)
- Campsicnemus pumilio (Zetterstedt, 1843)
- Campsicnemus pusillus (Meigen, 1824)
- Campsicnemus scambus (Fallén, 1823)
- Campsicnemus umbripennis Loew, 1856